# On the Transmigration of Souls
On the Transmigration of Souls (signifiant en français « Sur la transmigration des âmes ») est une œuvre musicale de John Adams composée au début de l'année 2002, pour orchestre, chœurs, chœurs d'enfants et sons fixés. Cette œuvre est une commande faite au compositeur par différentes institutions publiques et privées de la ville de New York afin de rendre immédiatement hommage aux victimes des attentats du 11 septembre 2001.

## Historique
On the Transmigration of Souls est une commande de l'Orchestre philharmonique de New York, du Lincoln Center et d'un contributeur anonyme afin de célébrer la mémoire des victimes des attentats du 11 septembre 2001 très peu de temps après les évènements. John Adams s'est mis à l'écriture de la pièce fin janvier 2002 afin d'en donner la première représentation lors des commémorations du premier anniversaire de l'attaque. Elle a été créée le 19 septembre 2002 au Avery Fisher Hall du Lincoln Center par l'Orchestre philharmonique de New York sous la direction de Lorin Maazel. Le compositeur décrit On the Transmigration of Souls non comme un requiem mais comme un « espace de mémoire » dédié aux victimes.
John Adams a reçu en 2003 le prix Pulitzer de musique pour cette œuvre. Il déclare cependant que le Prix musique est largement dévalorisé comparativement aux Prix littérature ou journalisme, et que nombre de très grands compositeurs classiques américains ne l'ont pas reçu, de manière injuste et arbitraire. Il ajoute que les honneurs associés à ce prix doivent aller à l'Orchestre philharmonique de New York et aux victimes des attentats. L'enregistrement réalisé en 2004 est récompensé de trois Grammy Award (Meilleur album classique, Meilleure interprétation orchestrale, Meilleure composition classique contemporaine) en 2005 ainsi que d'un Classic BRIT Awards la même année dans la catégorie « Musique contemporaine ».

## Structure
On the Transmigration of Souls est écrit pour un chœur mixte (composé d'une soprano, un contralto, un ténor, une basse) et chœur d'enfants. L'orchestre est constitué de quatre flûtes piccolo, trois flûtes, trois hautbois, deux clarinettes, une clarinette basse, une clarinette contrebasse, deux bassons, un contrebasson, quatre cors, quatre trompettes, trois trombones, deux tubas, cinq percussionnistes, deux harpes, un piano, un célesta, un piano accordé en quart de ton, une section de cordes, et de la musique à sons fixés sur support.
L'œuvre est composée d'un mouvement unique dont l'exécution dure environ 25 minutes.

## Enregistrements
- On the Transmigration of Souls,  par l'Orchestre philharmonique de New York sous la direction de Lorin Maazel, Nonesuch Records, 2004.